# Harald Koschik

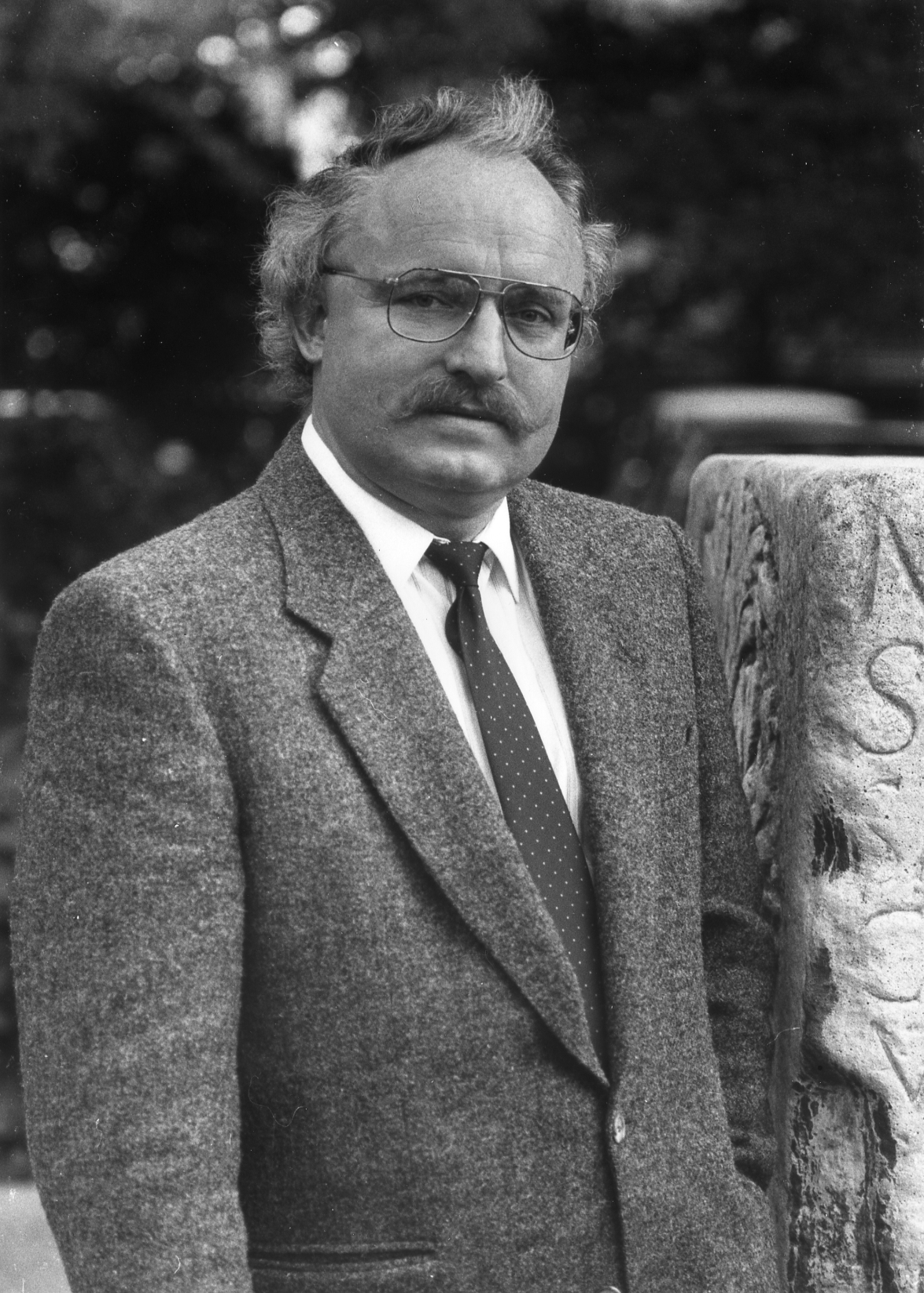
Harald Koschik (1992)

Harald Koschik (* 26. März 1944 in Gablonz, Neiße) ist ein deutscher Prähistoriker. Er war Oberkonservator beim Bayerischen Landesamt für Denkmalpflege und erster Direktor des Rheinischen Amtes für Bodendenkmalpflege (seit 2008 LVR-Amt für Bodendenkmalpflege im Rheinland) in Bonn.

## Leben
Harald Koschik studierte von 1965 bis 1973 im Hauptfach Vor- und Frühgeschichte sowie in verschiedenen Nebenfächern (Provinzialrömische Archäologie, Klassische Archäologie, Mittlere Geschichte und Bayerische Landesgeschichte an den Universitäten München, Marburg, Kiel und Regensburg). Er schloss sein Studium an der Universität Regensburg ab und wurde 1973 bei Walter Torbrügge mit der Schrift Die Bronzezeit im südwestlichen Oberbayern promoviert. Im Jahr 1981 erschien seine Dissertation in gedruckter Form. Er arbeitete zunächst als Assistent am Regensburger Lehrstuhl. 1974 wurde er an die Prähistorische Staatssammlung in München als wissenschaftlicher Mitarbeiter der Abteilung für Vorgeschichte berufen, wo er vom Umzug bis zur Wiedereröffnung des Museums tätig war.
Im Jahr 1977 übernahm er als Oberkonservator beim Bayerischen Landesamt für Denkmalpflege die Leitung der Außenstelle Nürnberg, zuständig für den Regierungsbezirk Mittelfranken. Besonders hervorzuheben sind hier die Restaurierung der großen Weißenburger Thermenanlage durch ungarische Spezialisten unter der Leitung des Provinzialrömischen Archäologen Zsolt Visy sowie die vollständige Untersuchung des rätischen Limeskastells Ellingen (mit erhaltener Bauinschrift), der eine anschließende Teilrekonstruktion als Freilichtanlage folgte. Zusammen mit dem Grabungstechniker Ferdinand Leja und dem Restaurator Werner Huber gelang unter anderem die Bergung des bemerkenswerten hallstattzeitlichen Keramikdepots von Hartmannshof. Die Wiederaufnahme der Ausgrabungen an der Höhlenruine von Hunas nördlich von Hartmannshof führte zu wichtigen Neuerkenntnissen vor allem für die Paläozoologie. Mithilfe von Otto Braasch und Josef Mang nutzte er intensiv die Luftbildarchäologie als modernes Prospektionsmittel.
Im Oktober 1987 wechselte Koschik als erster Direktor (nach dem kommissarischen Leiter Michael Gechter) des Rheinischen Amtes für Bodendenkmalpflege (RAB) nach Bonn. Seine Nachfolge in Nürnberg übernahm der Archäologe Robert Koch. Ein Hauptanliegen Koschiks bestand darin, die archäologische Denkmalpflege im Rheinland auf der Basis des erst seit 1980 existierenden Denkmalschutzgesetzes des Landes Nordrhein-Westfalen in Struktur und Arbeitsbereichen neu zu organisieren bzw. bereits bestehende Grundlagen zu verbessern. Bei der Zusammenarbeit des Fachamtes als Dienststelle des Landschaftsverbandes Rheinland mit den Unteren und Oberen Denkmalbehörden sowie mit der Obersten Denkmalbehörde, dem jeweils zuständigen Ministerium des Landes, waren vielfach neue Wege zu beschreiten. Des Weiteren war Koschik bestrebt, sein Fachamt als modernen Dienstleister für die Gesellschaft des Rheinlandes, geprägt durch die Ballungsräume an Rhein und Ruhr samt ihrer landestypischen Dynamik, auszuweisen. Dazu war es auch nötig, die mitunter komplizierte Arbeit der Bodendenkmalpflege und nicht zuletzt deren oft spektakuläre Erfolge mittels populärer Aktivitäten der interessierten Bevölkerung vorzustellen. Hierzu zählen die Einführung des Jahrbuchs „Archäologie im Rheinland“ ab 1987 sowie weitere populärwissenschaftliche Schriften(reihen), aber auch alljährliche Einladungen zum „Tag der Archäologie“ in den Außenstellen des Amtes. Wie schon zuvor in seinem bayerischen Arbeitsfeld widmete er hohe Aufmerksamkeit dem großen ehrenamtlichen Mitarbeiterkreis im Lande, dessen wirkungsvoller Organisation und Förderung.
Seit 1992 wurde das sog. Verursacherprinzip im Amtsbereich praktiziert, das den finanziellen Aufwand für bodendenkmalpflegerisch bedingte Maßnahmen durch den Baubetreiber regelt. Damit verbunden waren klare und beispielhafte Standards für die Ausgrabungen usw. durch Fachfirmen, die nun bei derartigen Unternehmungen zum Einsatz kamen. – Eine spürbare Verbesserung der Arbeitssituation vor den Großbaggern im Braunkohlenrevier westlich von Köln brachte 1990 die Gründung der „Stiftung zur Förderung der Archäologie im rheinischen Braunkohlenrevier“ (heute: Stiftung Archäologie im rheinischen Braunkohlenrevier) durch das Land Nordrhein-Westfalen, die Rheinbraun AG und den Landschaftsverband Rheinland unter Mitwirkung des Fachamtes, deren Kapital bis 1997 auf ansehnliche 30 Millionen DM aufgestockt werden konnte. Im Mittelpunkt dieser größten Archäologiestiftung Europas stand und steht vor allem die wissenschaftliche Grabungsauswertung, an der zahlreiche Universitätsinstitute beteiligt sind. Insofern kam es u. a. zu einer Wiederbelebung bzw. Fortsetzung des bereits 1968 von Jens Lüning und Rudolph Kuper begonnenen Forschungsprojekts zur Bandkeramik auf der Aldenhovener Platte, nun in Zusammenarbeit mit dem Prähistoriker Andreas Zimmermann, Institut für Vor- und Frühgeschichte der Universität Köln. Der akuten Bedrohung und Zerstörung archäologischer Denkmäler in den (Innen-)Städten besonders durch den Bau von Tiefgaragen wurde durch die planmäßige Erstellung sog. Kellerkataster in Altstädten und historischen Orten in Zusammenarbeit mit Fachinstituten benachbarter Universitäten entgegengewirkt. In der problematischen Situation des Raubgräberunwesens mittels Metalldetektoren gelang es, die Aktivitäten kooperationswilliger Sondengänger in geordnete Bahnen zu lenken.
Hohen Wert legte Koschik auf Zusammenarbeit und wissenschaftlichen Austausch mit den westlich angrenzenden Niederlanden und Belgien, was in der großen Ausstellung „Spurensicherung. Archäologische Denkmalpflege in der Euregio Maas-Rhein“ gipfelte. 1992 in Aachen eröffnet, wurde diese grenzüberschreitende Leistungsschau auch noch in Lüttich gezeigt. – Seit Mitte der 1980er Jahre baute er seine Kontakte zum archäologischen Seminar der Universität Pécs in Ungarn auf. Der Archäologe ermöglichte in den Jahren 1989 bis 1990 einen Studentenaustausch zwischen den Universitäten Pécs und Bonn. Zudem trat Koschik als großzügiger Unterstützer des archäologischen Seminars in Pécs auf. Im Jahr 2008 überließ er der Universität Pécs große Teile seiner über Jahrzehnte gewachsenen Privatbibliothek mit Tausenden von Bänden.
Den räumlichen Ausbau des Fachamtes trieb Koschik planmäßig voran. Zwischen 1989 und 1998 konnten sowohl die Amtszentrale in Bonn als auch alle vier Außenstellen neue, zweckdienlichere Dienstquartiere beziehen. Zusammen mit dem kontinuierlich erweiterten Personalbestand erreichte das Rheinische Amt für Bodendenkmalpflege schließlich eine Spitzenposition bei den vergleichbaren Institutionen in der Bundesrepublik Deutschland.
Aus der alljährlich reichen Bilanz an Grabungserfolgen ragt 1990/91 die Aufsehen erregende Entdeckung und Bergung des bandkeramischen Brunnens von Erkelelenz-Kückhoven hervor. Die mächtige, noch über 8 m hohe Holzkonstruktion in Blockbauweise mit jüngeren Einbauten und einer aufschlussreichen Verfüllung stammt in der ältesten Bauphase aus dem 51. Jahrhundert v. Chr. und war damals das älteste erhaltene Holzbauwerk weltweit. – Geradezu sensationelle Ergebnisse lieferten in den Jahren 1997 und 2000 die akribischen Untersuchungen im Neandertal unter der örtlichen Leitung von Ralf W. Schmitz und Jürgen Thissen. Unterhalb der längst abgegangenen Fundstelle von 1856 fanden sich im Abraum des ehemaligen Steinbruchs viele Fundstücke und Knochenreste, die zum Teil an das Skelett des berühmten „Neanderthalers“ im Rheinischen Landesmuseum Bonn anpassten und noch den Nachweis von zwei weiteren Individuen lieferten. Diese Neufunde trugen maßgeblich zu einer nachhaltigen Belebung der Neandertalerforschung bei.
Neben seiner Tätigkeit als Direktor in Bonn hielt Koschik zwischen 1995 und 2008 als Hochschullehrer (2001 Ernennung zum Honorarprofessor) am Lehrstuhl für Stadtbaugeschichte an der Rheinisch-Westfälischen Technischen Hochschule in Aachen Seminare zur archäologischen Denkmalpflege ab. Er war Teilnehmer am UNESCO-Grabungs- und Restaurierungsprojekt des Lehrstuhls 1996 in der mittelalterlichen Stadt Al Balid bei Salalah, Sultanat Oman.
Im Februar 2004 wurde Harald Koschik in den Ruhestand verabschiedet, seine Nachfolge trat im Sommer Jürgen Kunow an. Nach dem Umzug in seine alte Heimat im Chiemgau widmet er sich u. a. der Geschichte historischer Schützenwaffen und ist Mitglied in entsprechenden Vereinen. Bei der Zimmerstutzengesellschaft (ZSG) Grabenstätt war er Schützenkönig für die Saison 2023 in der Klasse Luftgewehr aufgelegt.

## Mitgliedschaften
Koschik ist seit 1977 im Verband der Landesarchäologen in der Bundesrepublik Deutschland tätig (bis 2004 ordentliches Mitglied, seit 2007 berufenes beratendes Mitglied, 1983–2004 Vorstandsmitglied). Seit 1988 ist er Korrespondierendes Mitglied des Deutschen Archäologischen Institutes (DAI) und war während seiner aktiven Zeit im Internationalen Museumsrat (ICOM) und im Internationalen Komitee für archäologische und historische Museen (ICAHM). Darüber hinaus gehörte er dem Beirat der Altnürnberger Landschaft e. V. an, war Vorstand des Vereins von Altertumsfreunden im Rheinland, Wissenschaftlicher Beirat der Fachzeitschrift Archäologie in Deutschland, Beirat der Nordrhein-Westfalen-Stiftung und Beirat der Stiftung zur Förderung der Archäologie im rheinischen Braunkohlenrevier. Koschik war zudem in der Arbeitsgruppe Denkmalschutz des Städtetages Nordrhein-Westfalen, in der Kommission des Geschichtlichen Atlasses der Gesellschaft für Rheinische Geschichtskunde, im Arbeitskreis Karolingisches Aachen der Rheinisch-Westfälischen Technischen Hochschule (RWTH) Aachen sowie in der Archäologischen Trier-Kommission tätig.

## Ehrungen
- 1983 erhielt er den Preis der Bayerischen Volksstiftung
- 2011 wurde an der Universität Pécs eine Gedenktafel für Harald Koschik enthüllt.

## Schriften (Auswahl)
- Autor und Herausgeber zahlreicher Schriften fachwissenschaftlichen und fachpolitischen Inhalts
- Begründer und Herausgeber von Archäologie im Rheinland, Materialien zur Bodendenkmalpflege im Rheinland und Führer zu archäologischen Denkmälern im Rheinland
- Herausgeber der Rheinischen Ausgrabungen
- Mitherausgeber der Bonner Jahrbücher, der Schriften zur Bodendenkmalpflege in Nordrhein-Westfalen und der Fachzeitschrift Archäologie in Deutschland
- Herausgeber des Ausstellungskatalogs Spurensicherung. Archäologische Denkmalpflege in der Euregio Maas-Rhein (= Kunst und Altertum am Rhein. Führer des Rheinischen Landesmuseums Bonn und des Rheinischen Amtes für Bodendenkmalpflege Nr. 136), Mainz 1992, ISBN 3-8053-1410-8
- Die Bronzezeit im südwestlichen Oberbayern. Text- und Tafelband, (= Materialhefte zur bayerischen Vorgeschichte, Reihe A 50) Laßleben, Kallmünz 1981, ISBN 3-7847-5050-8 (Dissertation)